# Chlum (district de Rokycany)
Pour les articles homonymes, voir Chlum.
Chlum est une commune du district de Rokycany, dans la région de Plzeň, en République tchèque. Sa population s'élevait à 50 habitants en 2021.

## Géographie
Chlum est arrosée par la Berounka et se trouve à 23 km au nord-nord-est de Rokycany, à 31 km au nord-est de Plzeň et à 58 km à l'ouest-sud-ouest de Prague.
La commune est limitée par la rivière Berounka et les communes de Hlince et Studená au nord, par Zvíkovec et Podmokly à l'est, par Mlečice au sud et par Kladruby à l'ouest.

## Histoire
La première mention écrite du village date de 1379.

## Transports
Par la route, Chlum se trouve à 16 km de Zbiroh, à 28 km de Rokycany, à 40 km de Plzeň et à 72 km de Prague.